# Douglas 2¾ HP-modellen
De Douglas 2¾ HP-modellen vormen een serie motorfietsen die het Britse merk Douglas produceerde van 1907 tot 1924.

## Voorgeschiedenis
De gebroeders William en Edwin Douglas richtten de Douglas Engineering Company in 1882 in Bristol, aanvankelijk als smederij, maar later werd het een ijzergieterij.
Een van hun klanten werd Light Motors Ltd., het bedrijf van Joseph L. Barter dat ook in Bristol gevestigd was en gemotoriseerde fietsen produceerde. Barter ontwikkelde het "Fée Bicycle System", waarbij een 200cc-boxermotor dwars en zeer hoog in het frame gebouwd werd. Die motor dreef via een korte ketting een asje aan waarin de koppeling zat. Van daar af dreef een riem het achterwiel aan. De gebroeders Douglas goten zuigers en cilinders voor Barter en toen Light Motors in 1907 werd verkocht aan een bedrijf in Londen trad Joseph Barter als ontwerper en hoofdingenieur in dienst van de gebroeders Douglas die de productierechten van de motorfietsen overnamen. De 200cc/2½ HP Barter-motor vormde de basis voor de 340cc/2¾ HP Douglas-motor.

## Jaren nul

### Model A 2¾ HP
Zo bracht men onder de naam "Douglas" al in 1907 een 340cc-gemotoriseerde fiets uit, waarbij de motor op dezelfde manier geplaatst was, maar de extra as en de koppeling waren verdwenen en de riem dreef het achterwiel vanaf de krukas rechtstreeks aan. De Douglas was in 1907 nog niet meteen een succes. Het model werd tentoongesteld op de Stanley Show, maar William Douglas verklaarde jaren later dat er toen geen enkele machine besteld werd. In 1907 werden 27 exemplaren gebouwd, waarvan men er 24 wist te verkopen. In 1908 werden nog eens vijftig stuks geproduceerd, waarvan er dertig verkocht werden. In dat jaar was de bobine-ontsteking vervangen door een Bosch-magneetontsteking. In de onderkant van de tank was ruimte uitgespaard voor de plaatsing van de ontsteking.

#### Motor
De motor was een luchtgekoelde, dwarsgeplaatste kop/zijklep tweecilinderboxermotor met snuffelkleppen.

### Model B 2¾ HP
Het Model B verscheen in 1909. Hierbij waren zowel het motorblok als de flattank 10 cm lager in het frame gemonteerd en het zadel stond 5 cm lager. Ook was de wielbasis verlengd en was het balhoofd verstevigd door een extra, diagonale framebuis. De machine kreeg ook een achterwielstandaard en voor het eerst werd de blauw/grijze kleurstelling gebruikt. In het laatste productiejaar, 1911, konden klanten een tweeversnellingsbak bestellen die door Joseph Barter was ontwikkeld en onder het motorblok was gemonteerd.

#### Versnellingsbak
Men ontwikkelde een schakelmechanisme, maar geen echte versnellingsbak. Onder de motor kwam een kastje met een schakelsysteem dat was afgeleid van een draaibank. De bediening gebeurde met een draaihendel op de tank dat leek op de snelheidsregelaar van een tram en de bijnaam: "Tram Driver" kreeg.

### Technische gegevens jaren nul
| Model                  | Model A 2¾ HP                                        | Model B 2¾ HP                                        |
| ---------------------- | ---------------------------------------------------- | ---------------------------------------------------- |
| Periode                | 1907-1908                                            | 1909-1910                                            |
| Categorie              | Toermotor                                            | Toermotor                                            |
| Motor                  | kop/zijklepmotor aiv                                 | kop/zijklepmotor aiv                                 |
| Bouwwijze              | luchtgekoelde dwarsgeplaatste tweecilinderboxermotor | luchtgekoelde dwarsgeplaatste tweecilinderboxermotor |
| Boring                 | 60 mm                                                | 60 mm                                                |
| Slag                   | 60 mm                                                | 60 mm                                                |
| Cilinderinhoud         | 340 cc                                               | 340 cc                                               |
| Smeersysteem           | Total loss-handsmering                               | Total loss-handsmering                               |
| Versnellingen          | geen                                                 | geen                                                 |
| Primaire aandrijving   | geen                                                 | geen                                                 |
| Secundaire aandrijving | Riem                                                 | Riem                                                 |
| Frame                  | Diamond frame                                        | semi-diamond frame                                   |
| Wielophanging voor     | Verstevigde fietsvoorvork                            | Druid geveerde voorvork                              |
| Wielophanging achter   | Star                                                 | Star                                                 |
| Remmen                 | Velgrem voor, belt rim brake achter                  | Velgrem voor, belt rim brake achter                  |

## Jaren tien

### Model C 2¾ HP
Het Model C verscheen in 1910 met een nieuw wiegframe met dubbele onderbuis. De tankvorm was gewijzigd door de voor- en achterkant te versmallen. Het balhoofd was opnieuw verstevigd en er zat een klein schermpje over de aandrijving van de ontstekingsmagneet. Op het uiteinde van de krukas zat een verstelbare poelie en de aandrijfriem was geperforeerd om gewicht te sparen.

### Model D 2¾ HP
Het Model D uit 1911 was een doorontwikkeling van het Model C, maar het frame was nu aangepast voor de montage van de versnellingsbak waarmee al met het Model B getest was.

### Model E 2¾ HP
Met de komst van het Model E in 1911 kwamen er belangrijke wijzigingen. De motor was nu zo laag geplaatst dat de uitsparing voor de ontsteking in de tank kon vervallen. Ook waren de pedalen vervangen door treeplanken, waardoor aanfietsen onmogelijk werd. Klanten moesten de machine dus aanlopen tenzij ze de optionele koppeling met chain-cum-belt drive en handstarter aanschaften. Met deze machine werd William Douglas zevende in de Junior TT van de TT van Man van 1911. Dat was de eerste TT die gebruikmaakte van de 60 km-lange Snaefell Mountain Course, waarvoor koppelingen en versnellingbakken onontbeerlijk waren omdat de machines anders de steile heuvels rond de berg Snaefell niet konden nemen.

### Model F 2¾ HP
Het Model F verscheen ook in 1911. Het was een damesmodel met een verlaagd frame, standaard handstarter, koppeling, twee versnellingen en chain-cum-belt drive. De machine had een metalen kap over het motorblok om te voorkomen dat de rokken tegen de draaiende delen kwamen.

### Model G 2¾ HP
Het Model G uit 1912 was een spaarmodel, zonder versnellingsbak. Om kosten te besparen bleef de chain-cum-belt drive gehandhaard, maar de versnellingsbak was vervangen door een simpel asje met poelie om van de primaire kettingaandrijving over te schakelen op de secundaire riemaandrijving. De machine werd naar keuze uitgevoerd met voetsteunen (aanlopen) of pedalen (aanfietsen).

#### Motor
De modellen G, H, J, K en L uit 1912 kregen een nieuwe motor. De kop/zijlklepmotor met snuffelkleppen werd vervangen door een zijklepmotor met dezelfde cilindermaten.

### Model H 2¾ HP
Het Model H uit 1912 had de nieuwe zijklepmotor, net als het model G, maar werd geleverd met een tweeversnellingsbak en treeplanken. De achterzijde van de tank was verlaagd om een nog lagere zitpositie mogelijk te maken.

### Model J 2¾ HP
Het Model J uit 1912 had een tweeversnellingsbak en voetsteunen, maar kon - hoewel het geen sportmotor was - geleverd worden met een verlaagd sportstuur.

### Model K 2¾ HP
Het Model K verscheen ook in 1912 en had een tweeversnellingsbak, een koppeling en een kickstarter.

### Model L 2¾ HP
Met de komst van het Model L in 1912 werd het damesmodel voorzien van de nieuwe zijklepmotor. Handstarter, verlaagd frame, koppeling en tweeversnellingsbak bleven gehandhaafd.

### Model N 2¾ HP
Het Model N uit 1913 was de opvolger van het model G, het spaarmodel zonder versnellingsbak met voetsteunen en het laatste model dat nog met pedalen leverbaar was. Met het model N kreeg ook het spaarmodel de nieuwe zijklepmotor.

#### Motor
In 1913 werd de motor opnieuw gewijzigd. Door een 0,8mm-grotere boring kwam het op 348,4 cc.

#### Bagagedrager
Vanaf 1913 werd een bagagedrager standaard gemonteerd.

### Model O 2¾ HP
Het Model O uit 1913 volgde het Model H op. Het had dus treeplanken en een tweeversnellingsbak en de nieuwe, grotere motor.

### Model P 2¾ HP
Het Model P uit 1913 was de opvolger van het Model J, met de nieuwe motor, twee versnellingen en naar keuze een sportstuur.

### Model R 2¾ HP
Het Model R uit 1913 was de opvolger van het Model K, met de nieuwe motor, twee versnellingen en een kickstarter.

### Model S 2¾ HP
Het Model S uit 1913 was de opvolger van het damesmodel L, met de nieuwe motor, verlaagd frame twee versnellingen, koppeling en handstarter.

### Model T 2¾ HP
Het Model T uit 1913 was de opvolger van het Model N, met de nieuwe motor en voetsteunen. Het was het laatste model dat zonder versnellingsbak geleverd werd.

## Eerste Wereldoorlog
De uitbraak van de Eerste Wereldoorlog had grote gevolgen voor de Britse motorfietsindustrie. In het algemeen werd de productie van motorfietsen verboden om materialen (vooral staal en rubber) te sparen voor de oorlogsindustrie. Douglas hoorde echter tot de weinige merken de motorfietsen voor het War Department mochten maken en daarom kon ook de productie van civiele motorfietsen doorgaan. Ontwikkeld werd er echter niet veel meer: ondanks het feit dat Douglas gewend was jaarlijks de modellen te wijzigen, bleven de modellen uit 1914 tot 1918 in productie, maar vanaf 1917 werden alle modellen alleen nog in militaire kleuren (meestal kaki) gespoten en aan het War Department geleverd. Alle modellen kregen echter Amerikaanse Dixie-ontstekingsmagneet omdat door de vijandigheden de Bosch-magneten niet meer werden geleverd.

### Model U 2¾ HP
Het Model U uit 1914 was de opvolger van het Model O met treeplanken en een tweeversnellingsbak, maar vanaf 1916 konden klanten ook kiezen voor drie versnellingen. Vanaf 1917 alleen nog geleverd aan het War Department.

### Model V 2¾ HP
Het Model V uit 1914 was de opvolger van het Model P, met twee versnellingen, voetsteunen en naar keuze een sportstuur, maar vanaf 1916 konden klanten ook kiezen voor drie versnellingen. Vanaf 1917 alleen nog geleverd aan het War Department.

### Model W 2¾ HP
Het Model W uit 1914 was de opvolger van het Model R, met twee versnellingen en een kickstarter. Vanaf 1916 was het uitsluitend leverbaar met drie versnellingen en vanaf 1917 werd het uitsluitend aan het War Department geleverd.

### Model X 2¾ HP
Het Model X was de opvolger van het damesmodel S en werd uitsluitend in 1915 geproduceerd met drie versnellingen.

### Model WD 2¾ HP
Het Model WD uit 1915 was het eerste model dat speciaal voor het War Department was ontwikkeld. Onbekend is welk model er voor werd gebruikt, maar wel dat de machine was voorzien van een extra groot voorspatbord.

### Model WS 2¾ HP
In 1916 ontwikkelde Douglas een prototype met dezelfde specificaties als het Model W, met drie versnellingen en een kickstarter, maar met achtervering. Het model ging waarschijnlijk nooit in productie.

### Technische gegevens jaren tien
| Model                  | Model C 2¾ HP                                        | Model D 2¾ HP                                        | Model E 2¾ HP                                        | Model F 2¾ HP                                        | Model G 2¾ HP                                        | Model H 2¾ HP                                        | Model J 2¾ HP                                        |
| ---------------------- | ---------------------------------------------------- | ---------------------------------------------------- | ---------------------------------------------------- | ---------------------------------------------------- | ---------------------------------------------------- | ---------------------------------------------------- | ---------------------------------------------------- |
| Periode                | 1910                                                 | 1911                                                 | 1911                                                 | 1911                                                 | 1912                                                 | 1912                                                 | 1912                                                 |
| Categorie              | Toer                                                 | Toer                                                 | Toer                                                 | Damesmodel                                           | Toer                                                 | Toer                                                 | Toer                                                 |
| Motortype              | Kop/zijklepmotor AIV                                 | Kop/zijklepmotor AIV                                 | Kop/zijklepmotor AIV                                 | Kop/zijklepmotor AIV                                 | Zijklepmotor                                         | Zijklepmotor                                         | Zijklepmotor                                         |
| Bouwwijze              | Luchtgekoelde dwarsgeplaatste tweecilinderboxermotor | Luchtgekoelde dwarsgeplaatste tweecilinderboxermotor | Luchtgekoelde dwarsgeplaatste tweecilinderboxermotor | Luchtgekoelde dwarsgeplaatste tweecilinderboxermotor | Luchtgekoelde dwarsgeplaatste tweecilinderboxermotor | Luchtgekoelde dwarsgeplaatste tweecilinderboxermotor | Luchtgekoelde dwarsgeplaatste tweecilinderboxermotor |
| Boring                 | 60 mm                                                | 60 mm                                                | 60 mm                                                | 60 mm                                                | 60 mm                                                | 60 mm                                                | 60 mm                                                |
| Slag                   | 60 mm                                                | 60 mm                                                | 60 mm                                                | 60 mm                                                | 60 mm                                                | 60 mm                                                | 60 mm                                                |
| Cilinderinhoud         | 339,3 cc                                             | 339,3 cc                                             | 339,3 cc                                             | 339,3 cc                                             | 339,3 cc                                             | 339,3 cc                                             | 339,3 cc                                             |
| Smeersysteem           | Total Loss handsmering                               | Total Loss handsmering                               | Total Loss handsmering                               | Total Loss handsmering                               | Total Loss handsmering                               | Total Loss handsmering                               | Total Loss handsmering                               |
| Primaire aandrijving   | Geen                                                 | Ketting                                              | Ketting                                              | Ketting                                              | Ketting                                              | Ketting                                              | Ketting                                              |
| Versnellingen          | Geen                                                 | 2                                                    | 2                                                    | 2                                                    | Geen                                                 | 2                                                    | 2                                                    |
| Secundaire aandrijving | Riem                                                 | Riem                                                 | Riem                                                 | Riem                                                 | Riem                                                 | Riem                                                 | Riem                                                 |
| Rijwielgedeelte        | Enkel wiegframe met dubbele onderbuis                | Enkel wiegframe met dubbele onderbuis                | Enkel wiegframe met dubbele onderbuis                | Enkel wiegframe                                      | Enkel wiegframe                                      | Enkel wiegframe                                      | Enkel wiegframe                                      |
| Voorvork               | Schommelvork                                         | Schommelvork                                         | Schommelvork                                         | Schommelvork                                         | Schommelvork                                         | Schommelvork                                         | Schommelvork                                         |
| Achtervork             | Star achterframe                                     | Star achterframe                                     | Star achterframe                                     | Star achterframe                                     | Star achterframe                                     | Star achterframe                                     | Star achterframe                                     |
| Remmen                 | Velgrem voor, Belt rim brake achter                  | Velgrem voor, Belt rim brake achter                  | Velgrem voor, Belt rim brake achter                  | Velgrem voor, Belt rim brake achter                  | Velgrem voor, Belt rim brake achter                  | Velgrem voor, Belt rim brake achter                  | Velgrem voor, Belt rim brake achter                  |
| Model                  | Model K 2¾ HP                                        | Model L 2¾ HP                                        | Model N 2¾ HP                                        | Model O 2¾ HP                                        | Model P 2¾ HP                                        | Model R 2¾ HP                                        | Model S 2¾ HP                                        |
| Periode                | 1912                                                 | 1912                                                 | 1913                                                 | 1913                                                 | 1913                                                 | 1913                                                 | 1913                                                 |
| Categorie              | Toer                                                 | Damesmodel                                           | Toer                                                 | Toer                                                 | Toer                                                 | Toer                                                 | Damesmodel                                           |
| Motortype              | Zijklepmotor                                         | Zijklepmotor                                         | Zijklepmotor                                         | Zijklepmotor                                         | Zijklepmotor                                         | Zijklepmotor                                         | Zijklepmotor                                         |
| Bouwwijze              | Luchtgekoelde dwarsgeplaatste tweecilinderboxermotor | Luchtgekoelde dwarsgeplaatste tweecilinderboxermotor | Luchtgekoelde dwarsgeplaatste tweecilinderboxermotor | Luchtgekoelde dwarsgeplaatste tweecilinderboxermotor | Luchtgekoelde dwarsgeplaatste tweecilinderboxermotor | Luchtgekoelde dwarsgeplaatste tweecilinderboxermotor | Luchtgekoelde dwarsgeplaatste tweecilinderboxermotor |
| Boring                 | 60 mm                                                | 60 mm                                                | 60,8 mm                                              | 60,8 mm                                              | 60,8 mm                                              | 60,8 mm                                              | 60,8 mm                                              |
| Slag                   | 60 mm                                                | 60 mm                                                | 60 mm                                                | 60 mm                                                | 60 mm                                                | 60 mm                                                | 60 mm                                                |
| Cilinderinhoud         | 339,3 cc                                             | 339,3 cc                                             | 348,4 cc                                             | 348,4 cc                                             | 348,4 cc                                             | 348,4 cc                                             | 348,4 cc                                             |
| Smeersysteem           | Total loss handsmering                               | Total loss handsmering                               | Total loss handsmering                               | Total loss handsmering                               | Total loss handsmering                               | Total loss handsmering                               | Total loss handsmering                               |
| Primaire aandrijving   | Ketting                                              | Ketting                                              | Ketting                                              | Ketting                                              | Ketting                                              | Ketting                                              | Ketting                                              |
| Versnellingen          | 2                                                    | 2                                                    | Geen                                                 | 2                                                    | 2                                                    | 2                                                    | Geen                                                 |
| Secundaire aandrijving | Riem                                                 | Riem                                                 | Riem                                                 | Riem                                                 | Riem                                                 | Riem                                                 | Riem                                                 |
| Rijwielgedeelte        | Enkel wiegframe                                      | Enkel wiegframe                                      | Enkel wiegframe                                      | Enkel wiegframe                                      | Enkel wiegframe                                      | Enkel wiegframe                                      | Enkel wiegframe                                      |
| Voorvork               | Schommelvork                                         | Schommelvork                                         | Schommelvork                                         | Schommelvork                                         | Schommelvork                                         | Schommelvork                                         | Schommelvork                                         |
| Achtervork             | Star achterframe                                     | Star achterframe                                     | Star achterframe                                     | Star achterframe                                     | Star achterframe                                     | Star achterframe                                     | Star achterframe                                     |
| Remmen                 | Velgrem voor, Belt rim brake achter                  | Velgrem voor, Belt rim brake achter                  | Velgrem voor, Belt rim brake achter                  | Velgrem voor, Belt rim brake achter                  | Velgrem voor, Belt rim brake achter                  | Velgrem voor, Belt rim brake achter                  | Velgrem voor, Belt rim brake achter                  |
| Model                  | Model T 2¾ HP                                        | Model U 2¾ HP                                        | Model V 2¾ HP                                        | Model W 2¾ HP                                        | Model X 2¾ HP                                        | Model WD 2¾ HP                                       | Model WS 2¾ HP                                       |
| Periode                | 1913                                                 | 1914-1918                                            | 1914-1918                                            | 1914-1918                                            | 1915                                                 | 1915-1921                                            | 1916                                                 |
| Categorie              | Toer                                                 | Toer                                                 | Toer                                                 | Toer                                                 | Damesmodel                                           | Toer                                                 | Prototype                                            |
| Motortype              | Zijklepmotor                                         | Zijklepmotor                                         | Zijklepmotor                                         | Zijklepmotor                                         | Zijklepmotor                                         | Zijklepmotor                                         | Zijklepmotor                                         |
| Bouwwijze              | Luchtgekoelde dwarsgeplaatste tweecilinderboxermotor | Luchtgekoelde dwarsgeplaatste tweecilinderboxermotor | Luchtgekoelde dwarsgeplaatste tweecilinderboxermotor | Luchtgekoelde dwarsgeplaatste tweecilinderboxermotor | Luchtgekoelde dwarsgeplaatste tweecilinderboxermotor | Luchtgekoelde dwarsgeplaatste tweecilinderboxermotor | Luchtgekoelde dwarsgeplaatste tweecilinderboxermotor |
| Boring                 | 60,8 mm                                              | 60,8 mm                                              | 60,8 mm                                              | 60,8 mm                                              | 60,8 mm                                              | 60,8 mm                                              | 60,8 mm                                              |
| Slag                   | 60 mm                                                | 60 mm                                                | 60 mm                                                | 60 mm                                                | 60 mm                                                | 60 mm                                                | 60 mm                                                |
| Cilinderinhoud         | 348,4 cc                                             | 348,4 cc                                             | 348,4 cc                                             | 348,4 cc                                             | 348,4 cc                                             | 348,4 cc                                             | 348,4 cc                                             |
| Smeersysteem           | Total loss handsmering                               | Total loss handsmering                               | Total loss handsmering                               | Total loss handsmering                               | Total loss handsmering                               | Total loss handsmering                               | Total loss handsmering                               |
| Primaire aandrijving   | Ketting                                              | Ketting                                              | Ketting                                              | Ketting                                              | Ketting                                              | Ketting                                              | Ketting                                              |
| Versnellingen          | Geen                                                 | 2, vanaf 1916: 2 of 3                                | 2, vanaf 1916: 2 of 3                                | 2, vanaf 1916: 3                                     | 3                                                    | 2                                                    | 3                                                    |
| Secundaire aandrijving | Riem                                                 | Riem                                                 | Riem                                                 | Riem                                                 | Riem                                                 | Riem                                                 | Riem                                                 |
| Rijwielgedeelte        | Enkel wiegframe                                      | Enkel wiegframe                                      | Enkel wiegframe                                      | Enkel wiegframe                                      | Enkel wiegframe                                      | Enkel wiegframe                                      | Enkel wiegframe                                      |
| Voorvork               | Schommelvork                                         | Schommelvork                                         | Schommelvork                                         | Schommelvork                                         | Schommelvork                                         | Schommelvork                                         | Schommelvork                                         |
| Achtervork             | Star achterframe                                     | Star achterframe                                     | Star achterframe                                     | Star achterframe                                     | Star achterframe                                     | Star achterframe                                     | Swingarm met bladvering                              |
| Remmen                 | Velgrem voor, Belt rim brake achter                  | Velgrem voor, Belt rim brake achter                  | Velgrem voor, Belt rim brake achter                  | Velgrem voor, Belt rim brake achter                  | Velgrem voor, Belt rim brake achter                  | Velgrem voor, Belt rim brake achter                  | Velgrem voor, Belt rim brake achter                  |

## Jaren twintig

### W, W 22, W 23
De Douglas W kwam in 1920 op de markt. De machine had drie versnellingen, een koppeling en een kickstarter. Het was de naoorlogse opvolger van het Model W uit 1914. In 1922 werd de naam veranderd in "W 22" en in 1923 in "W 23".

### WD 20 2¾ HP, WD 21 2¾ HP
In 1920 verscheen een nieuwe militaire machine, de WD 20, die nauwelijks moet hebben afgeweken van het oorspronkelijke Model WD, want beide modellen werden in deze periode naast elkaar genoemd. Het was waarschijnlijk alleen in verandering in naam, zoals het model in 1921 WD 21 2¾ HP"" ging heten.

### Sport 2¾ HP
De Sport 2¾ HP kwam in 1921 op de markt en was een serieuze sportmotor, met drie versnellingen, een koppeling en een kickstarter én met een kopklepmotor.

### 3SC 2¾ HP
Het model 3SC verscheen in 1923. De typenaam stond voor "3 Speed Clutch" (drie versnellingen en een koppeling). Dat was nodig om het verschil aan te duiden met het type "TS".

### TS 2¾ HP, TS 24, TS 25, TS 26
De TS verscheen ook in 1923. de typennaam stond voor "Two Speed" (twee versnellingen). Een koppeling ontbrak. Het model bleef tot 1926 in productie, maar kreeg elk jaar een andere naam: "TS 24", "TS 25" en "TS 26". In 1925 werd het model eigenlijk al vervangen door de EW-serie, maar omdat de TS de laatste machine was met riemaandrijving, velgremmen en twee versnellingen zonder koppeling ging de productie door om de bestaande voorraden op te maken.

### CW, CW 25 en CW 26
Het model CW uit 1924 had volledige kettingaandrijving en een vliegwielkoppeling. Het model had een dummy belt rim brake in beide wielen. De rem was echter geen groot succes: er zijn ook CW-modellen bekend zonder voorrem. De CW bleef tot 1926 in productie, maar kreeg elk jaar een nieuwe naam: CW 25 en CW 26. In het laatste jaar werd een transmissiedemper in de versnellingsbak aangebracht om de ketting te ontlasten (riemaandrijvers hadden minder last van breuk omdat de riemen konden oprekken en een gebroken riem was eenvoudig te repareren of te vervangen).

### SW 24 2¾ HP
De Douglas SW 24 uit 1924 was vergelijkbaar met de TS, maar had twee versnellingen en een vliegwielkoppeling.

### Technische gegevens jaren twintig
| Model                  | WD 20 2¾ HP                                          | W                                                    | Sport 2¾ HP                                          | WD 21 2¾ HP                                          | W 22                                                 | 3SC 2¾ HP                                            | TS 2¾ HP                                             | W 23                                                 |
| ---------------------- | ---------------------------------------------------- | ---------------------------------------------------- | ---------------------------------------------------- | ---------------------------------------------------- | ---------------------------------------------------- | ---------------------------------------------------- | ---------------------------------------------------- | ---------------------------------------------------- |
| Periode                | 1920                                                 | 1920-1921                                            | 1921                                                 | 1921                                                 | 1922                                                 | 1923                                                 | 1923                                                 | 1923                                                 |
| Categorie              | Toer                                                 | Toer                                                 | Sport                                                | Toer                                                 | Toer                                                 | Toer                                                 | Toer                                                 | Toer                                                 |
| Motortype              | Zijklepmotor                                         | Zijklepmotor                                         | OHV                                                  | Zijklepmotor                                         | Zijklepmotor                                         | Zijklepmotor                                         | Zijklepmotor                                         | Zijklepmotor                                         |
| Bouwwijze              | Luchtgekoelde dwarsgeplaatste tweecilinderboxermotor | Luchtgekoelde dwarsgeplaatste tweecilinderboxermotor | Luchtgekoelde dwarsgeplaatste tweecilinderboxermotor | Luchtgekoelde dwarsgeplaatste tweecilinderboxermotor | Luchtgekoelde dwarsgeplaatste tweecilinderboxermotor | Luchtgekoelde dwarsgeplaatste tweecilinderboxermotor | Luchtgekoelde dwarsgeplaatste tweecilinderboxermotor | Luchtgekoelde dwarsgeplaatste tweecilinderboxermotor |
| Boring                 | 60,8 mm                                              | 60,8 mm                                              | 60,8 mm                                              | 60,8 mm                                              | 60,8 mm                                              | 60,8 mm                                              | 60,8 mm                                              | 60,8 mm                                              |
| Slag                   | 60 mm                                                | 60 mm                                                | 60 mm                                                | 60 mm                                                | 60 mm                                                | 60 mm                                                | 60 mm                                                | 60 mm                                                |
| Cilinderinhoud         | 348,4 cc                                             | 348,4 cc                                             | 348,4 cc                                             | 348,4 cc                                             | 348,4 cc                                             | 348,4 cc                                             | 348,4 cc                                             | 348,4 cc                                             |
| Smeersysteem           | Total loss handsmering                               | Total loss handsmering                               | Total loss handsmering                               | Total loss handsmering                               | Total loss handsmering                               | Total loss handsmering                               | Total loss handsmering                               | Total loss handsmering                               |
| Primaire aandrijving   | Ketting                                              | Ketting                                              | Ketting                                              | Ketting                                              | Ketting                                              | Ketting                                              | Ketting                                              | Ketting                                              |
| Versnellingen          | 2                                                    | 3                                                    | 3                                                    | 2                                                    | 3                                                    | 3                                                    | 2                                                    | 3                                                    |
| Secundaire aandrijving | Riem                                                 | Riem                                                 | Riem                                                 | Riem                                                 | Riem                                                 | Riem                                                 | Riem                                                 | Riem                                                 |
| Rijwielgedeelte        | Enkel wiegframe                                      | Enkel wiegframe                                      | Enkel wiegframe                                      | Enkel wiegframe                                      | Enkel wiegframe                                      | Enkel wiegframe                                      | Enkel wiegframe                                      | Enkel wiegframe                                      |
| Voorvork               | Schommelvork                                         | Schommelvork                                         | Schommelvork                                         | Schommelvork                                         | Schommelvork                                         | Schommelvork                                         | Schommelvork                                         | Schommelvork                                         |
| Achtervork             | Star achterframe                                     | Star achterframe                                     | Star achterframe                                     | Star achterframe                                     | Star achterframe                                     | Star achterframe                                     | Star achterframe                                     | Star achterframe                                     |
| Remmen                 | Velgrem voor, Belt rim brake achter                  | Velgrem voor, Belt rim brake achter                  | Velgrem voor, Belt rim brake achter                  | Velgrem voor, Belt rim brake achter                  | Velgrem voor, Belt rim brake achter                  | Velgrem voor, Belt rim brake achter                  | Velgrem voor, Belt rim brake achter                  | Velgrem voor, Belt rim brake achter                  |
| Model                  | SW 24 2¾ HP                                          | TS 24                                                | CW                                                   | CW 25                                                | TS 25                                                | CW 26                                                | TS 26                                                |                                                      |
| Periode                | 1924                                                 | 1924                                                 | 1924                                                 | 1925                                                 | 1925                                                 | 1926                                                 | 1926                                                 |                                                      |
| Categorie              | Toer                                                 | Toer                                                 | Toer                                                 | Toer                                                 | Toer                                                 | Toer                                                 | Toer                                                 |                                                      |
| Motortype              | Zijklepmotor                                         | Zijklepmotor                                         | Zijklepmotor                                         | Zijklepmotor                                         | Zijklepmotor                                         | Zijklepmotor                                         | Zijklepmotor                                         |                                                      |
| Bouwwijze              | Luchtgekoelde dwarsgeplaatste tweecilinderboxermotor | Luchtgekoelde dwarsgeplaatste tweecilinderboxermotor | Luchtgekoelde dwarsgeplaatste tweecilinderboxermotor | Luchtgekoelde dwarsgeplaatste tweecilinderboxermotor | Luchtgekoelde dwarsgeplaatste tweecilinderboxermotor | Luchtgekoelde dwarsgeplaatste tweecilinderboxermotor | Luchtgekoelde dwarsgeplaatste tweecilinderboxermotor |                                                      |
| Boring                 | 60,8 mm                                              | 60,8 mm                                              | 60,8 mm                                              | 60,8 mm                                              | 60,8 mm                                              | 60,8 mm                                              | 60,8 mm                                              |                                                      |
| Slag                   | 60 mm                                                | 60 mm                                                | 60 mm                                                | 60 mm                                                | 60 mm                                                | 60 mm                                                | 60 mm                                                |                                                      |
| Cilinderinhoud         | 348,4 cc                                             | 348,4 cc                                             | 348,4 cc                                             | 348,4 cc                                             | 348,4 cc                                             | 348,4 cc                                             | 348,4 cc                                             |                                                      |
| Smeersysteem           | Total loss handsmering                               | Total loss handsmering                               | Total loss handsmering                               | Total loss handsmering                               | Total loss handsmering                               | Total loss handsmering                               | Total loss handsmering                               |                                                      |
| Primaire aandrijving   | Total loss handsmering                               | Total loss handsmering                               | Total loss handsmering                               | Total loss handsmering                               | Total loss handsmering                               | Total loss handsmering                               | Total loss handsmering                               |                                                      |
| Versnellingen          | 2                                                    | 2                                                    | 3                                                    | 3                                                    | 2                                                    | 3                                                    | 2                                                    |                                                      |
| Secundaire aandrijving | Riem                                                 | Riem                                                 | Ketting                                              | Ketting                                              | Riem                                                 | Ketting                                              | Riem                                                 |                                                      |
| Rijwielgedeelte        | Enkel wiegframe                                      | Enkel wiegframe                                      | Enkel wiegframe                                      | Enkel wiegframe                                      | Enkel wiegframe                                      | Enkel wiegframe                                      | Enkel wiegframe                                      |                                                      |
| Voorvork               | Schommelvork                                         | Schommelvork                                         | Schommelvork                                         | Schommelvork                                         | Schommelvork                                         | Schommelvork                                         | Schommelvork                                         |                                                      |
| Achtervork             | Star achterframe                                     | Star achterframe                                     | Star achterframe                                     | Star achterframe                                     | Star achterframe                                     | Star achterframe                                     | Star achterframe                                     |                                                      |
| Remmen                 | Velgrem voor, Belt rim brake achter                  | Velgrem voor, Belt rim brake achter                  | Dummy belt rim brake voor en achter                  | Dummy belt rim brake voor en achter                  | Velgrem voor, Belt rim brake achter                  | Dummy belt rim brake voor en achter                  | Velgrem voor, Belt rim brake achter                  |                                                      |